# Lysetjärnen (Ärtemarks socken, Dalsland)
Lysetjärnen är en sjö i Bengtsfors kommun i Dalsland och ingår i Göta älvs huvudavrinningsområde. Sjön har en area på 0,197 kvadratkilometer och ligger 137,2 meter över havet.

## Delavrinningsområde
Lysetjärnen ingår i det delavrinningsområde (655154-129626) som SMHI kallar för Mynnar i Svärdlång. Medelhöjden är 152 meter över havet och ytan är 1,24 kvadratkilometer. Det finns inga avrinningsområden uppströms utan avrinningsområdet är högsta punkten. Vattendraget som avvattnar avrinningsområdet har biflödesordning 4, vilket innebär att vattnet flödar genom totalt 4 vattendrag innan det når havet efter 199 kilometer. Avrinningsområdet består mestadels av skog (82 procent). Avrinningsområdet har 0,19 kvadratkilometer vattenytor vilket ger det en sjöprocent på 15,7 procent.